# Amanda Rantanen
Amanda Rantanen, född 11 maj 1998 i Helsingfors, är en finländsk fotbollsspelare som representerar det finländska landslaget. Hon har tidigare spelat för KIF Örebro och Linköping FC.

## Karriär
I augusti 2021 värvades Rantanen av KIF Örebro, där hon skrev på ett 1,5-årskontrakt. Efter säsongen 2022 lämnade Rantanen klubben. I januari 2023 värvades hon av Linköping FC. Efter säsongen 2024 lämnade Rantanen klubben i samband med att hon var gravid.